# Chordonota aterrima
Chordonota aterrima är en tvåvingeart som beskrevs av James 1940. Chordonota aterrima ingår i släktet Chordonota och familjen vapenflugor. Inga underarter finns listade i Catalogue of Life.